# Esparsac
Esparsac település Franciaországban, Tarn-et-Garonne megyében. Lakosainak száma 254 fő (2022. január 1.). Esparsac Beaumont-de-Lomagne, Coutures, Gensac, Gimat, Glatens, Lavit, Maumusson és Sérignac községekkel határos.

## Népesség
A település népessége az elmúlt években az alábbi módon változott:
| Lakosok száma | 239  | 240  | 254  | 250  | 255  | 255  | 256  | 256  | 254  |
|               | 2013 | 2015 | 2016 | 2017 | 2018 | 2019 | 2020 | 2021 | 2022 |